# Centro de Automática y Robótica
El Centro de Automática y Robótica (CAR) es un centro mixto de investigación de la Universidad Politécnica de Madrid (UPM) y el Consejo Superior de Investigaciones Científicas (CSIC) en España. Los principales campos de investigación son la ingeniería de control, la percepción artificial y la robótica. Cuenta con dos sedes: la sede del CSIC en Arganda del Rey, y la sede de la UPM en un edificio anejo a la Escuela Técnica Superior de Ingenieros Industriales, situada en el Palacio de las Artes y la Industria en la madrileña calle de José Gutiérrez Abascal.
El CAR cuenta con numerosos proyectos activos, financiados por convocatorias europeas, nacionales y regionales; así como convenios de colaboración con empresas privadas.

## Historia
Se creó en noviembre de 2009 con investigadores adscritos al Instituto de Automática Industrial (IAI) del CSIC, y profesores del Área de Ingeniería de Sistemas y Automática de la UPM. La firma fue llevada a cabo por Rafael Rodrigo Montero, expresidente del CSIC, y Javier Uceda Antolín, exrector de la UPM, bajo la supervisión del exsecretario de Estado de Investigación, Carlos Martínez Alonso; invirtiendo un total de 48 millones de euros para la creación de los centros e institutos de investigación.

## Líneas de investigación
Los principales campos de acción son:
- Ingeniería de control
- Percepción artificial
- Robótica

El objetivo es la mejora de la sociedad a través del proyectos de investigación. Entre estos se destacan los problemas de la conducción autónoma de vehículos terrestres y aéreos, como lo son los drones. En octubre organizó y acogió la International Micro Air Vehicle (IMAV). También trata con problemas de robótica social, participando en proyectos como el Robocity 2030 y desarrollando robots sociales como Doris. Otro de los campos de acción es la creación de exoesqueletos, con el fin de ayudar a niños a volver a caminar. También trabaja en el desarrollo de la Industria 4.0.

## Grupos de investigación

### Robots Inteligentes
Robots y Máquinas Inteligentes
Robótica de Campo y de Servicio

### Robótica Aplicada
Robótica y Cibernética
AUTOPIA - Conducción Conectada y Automatizada
Ingeniería Neuronal y Cognitiva

### Supervision y Control Inteligente
Control Inteligente (ICG)
Automatización Avanzada de Máquinas, Procesos y Entornos de Alta Complejidad (GAMHE)
Modelado computacional de la inteligencia

### Percepción
Visión por Computador y Robots Aéreos
Percepción Artificial
Localización y Exploración de Sistemas Inteligentes (LOPSI)
Sistemas Autónomos

## Directores y subdirectores
| Inicio     | Final      | Director                      |
| ---------- | ---------- | ----------------------------- |
| 19/11/2009 | 30/06/2012 | Rafael Aracil Santonja        |
| 01/07/2012 | 10/01/2016 | Manuel Ángel Armada Rodríguez |
| 11/01/2016 | 15/01/2020 | Manuel Ferre Pérez            |
| 16/01/2020 | 30/03/2024 | Rodolfo E. Haber Guerra       |
| 01/04/2024 | Actualidad | Claudio Rossi                 |

| Inicio     | Final      | Subdirector                   |
| ---------- | ---------- | ----------------------------- |
| 19/11/2009 | 30/06/2012 | Manuel Ángel Armada Rodríguez |
| 01/07/2012 | 10/01/2016 | Manuel Ferre Pérez            |
| 11/01/2016 | 15/01/2020 | Rodolfo E. Haber Guerra       |
| 16/01/2020 | 30/03/2024 | Claudio Rossi                 |
| 01/04/2024 | Actualidad | Eduardo Rocon de lIma         |